# Cleonymia baetica
Cleonymia baetica là một loài bướm đêm thuộc họ Noctuidae. Loài này có ở tây nam châu Âu và Bắc Phi, south-Đông Thổ Nhĩ Kỳ, Iraq tới tây nam Iran, it is also có ở Ả Rập Xê Út, Jordan, Syria và Israel.
Con trưởng thành bay từ tháng 3 đến tháng 4. Có một lứa một năm.
Ấu trùng ăn các loài Helianthemum.

## Phụ loài
- Cleonymia baetica baetica
- Cleonymia baetica klapperichi (Israel)